# Taryn Thomas
Taryn Thomas (27 de Maio de 1983, Nova Jérsei) é uma atriz pornô norte-americana.

## Biografia
Taryn começou a fazer filmes no ano de 2004 e fez até 2006 mais de 120 filmes.

## Filmografia parcial
- Absolute Ass # 4
- All About Anal # 4
- Altered Assholes # 3
- Anal Cavity Search # 2
- Anal Cum Swappers # 1
- Anal Expedition # 8
- Anal Incorporated
- Ass Attack # 1
- Ass Factor # 3
- Assault That Ass # 7
- Cum Swapping Sluts # 10
- Down The Hatch # 16
- Fuck Dolls # 5
- Fuck My Ass
- Lewd Conduct # 24
- Meat Holes (internet)
- No Cum Dodging Allowed # 6
- Service Animals # 19
- Teenage Perverts
- Who's Your Daddy? # 7

the contractor

## Prêmios e Indicações

### AVN (Adult Video News)
- 2006 - Indicada como revelação do ano

### XRCO (X-Rated Critics Organization)
- 2005 - Indicada como revelação do ano

### Outros
- 2005 - Indicada na categoria "Best Newbie" - Rog Awards Critic's Choice
- 2005 - Melhor na categoria "Best Newbie" - Rog Awards Fan Faves
- 2005 - Melhor Performance Feminina do Ano - Rog Awards Fan Faves